# Empis enodis
Empis enodis är en tvåvingeart som beskrevs av Axel Leonard Melander 1902. Empis enodis ingår i släktet Empis och familjen dansflugor.
Artens utbredningsområde är Illinois. Inga underarter finns listade i Catalogue of Life.